# Schloss Bernhardswald

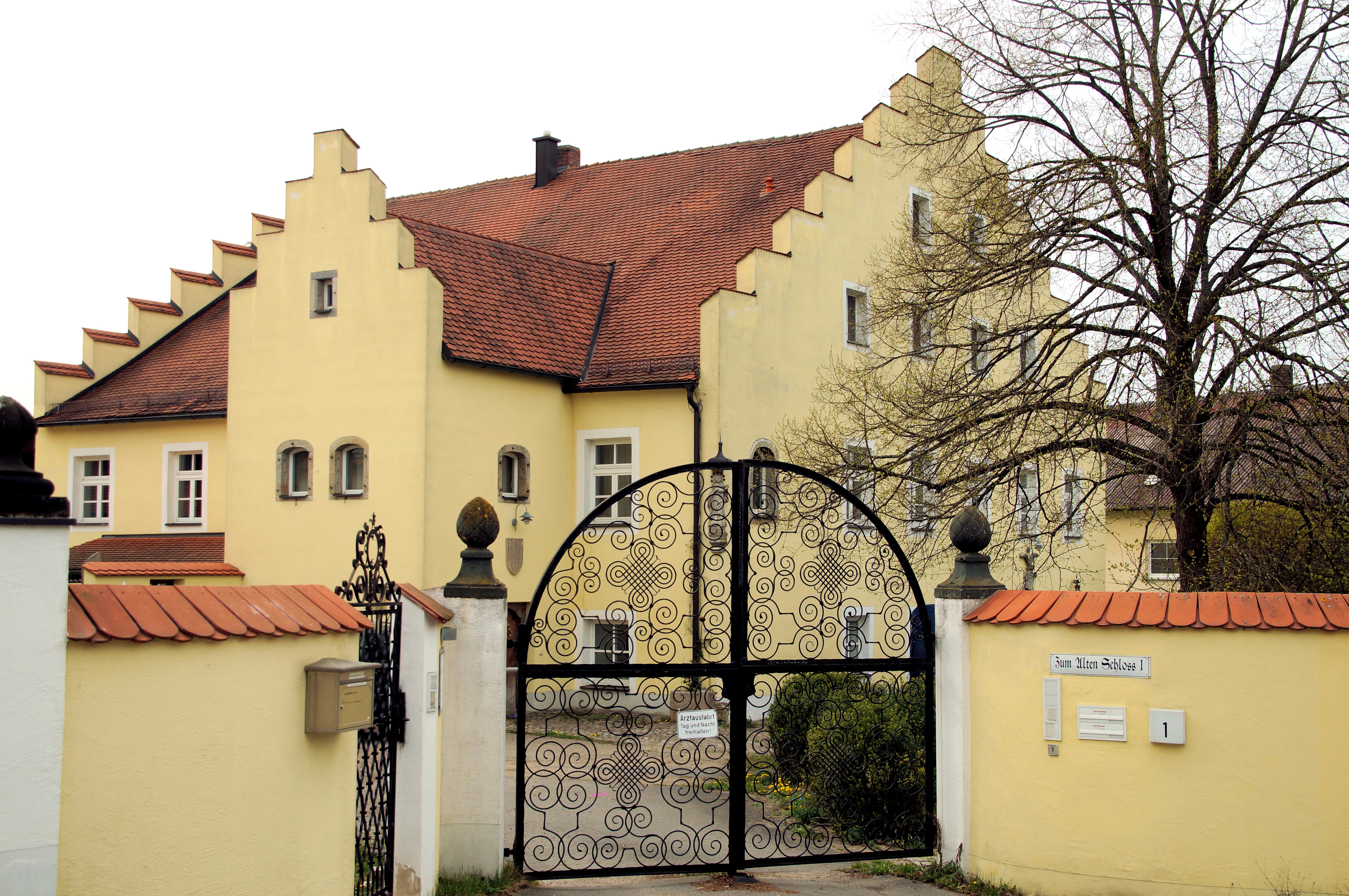
Schloss Bernhardswald (2014)

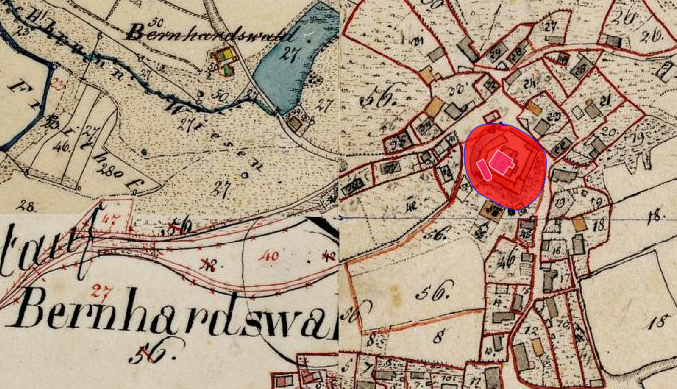
Lageplan des Schlosses Bernhardswald auf dem Urkataster von Bayern

Das ehemalige Schloss Bernhardswald ist ein denkmalgeschütztes Gebäude in Zum Alten Schloss 1 in der Gemeinde Bernhardswald im Landkreis Regensburg (Bayern). Die Anlage ist unter der Aktennummer D-3-75-119-1 als denkmalgeschütztes Baudenkmal von Bernhardswald verzeichnet. Ebenso wird sie als Bodendenkmal unter der Aktennummer  	D-3-6939-0078 im Bayernatlas als „archäologische Befunde im Bereich des ehem. Schlosses von Bernhardswald, zuvor mittelalterliche Burg“ geführt.

## Geschichte
Es bestand hier schon eine mittelalterliche Niederungsburg (Wasserburg). Nach dem Brand 1885 wurde das Schloss aus dem 18. Jahrhundert wiederaufgebaut. Frühere Besitzer waren die Herren von Teuerling, Böhaim, Stinglheim, Meldegg und die Grafen von Thurn und Taxis. Heute befindet sich das Schloss in Privatbesitz (seit 1996 der Familie Stangl).

## Gebäude
Das Schloss ist ein einfacher zweigeschossiger und giebelständiger Satteldachbau mit Treppengiebel und Treppenhausanbau. Die Schlosskapelle von 1614 wird heute als Wohnhaus genutzt.